# Harry Buisman
Harry Buisman (10 januari 1968) is een voormalig voetballer die actief was bij PEC Zwolle'82/FC Zwolle en Go Ahead Eagles.

## Statistieken
| Seizoen | Club            | Land      | Competitie     | Wed. | Goals |
| ------- | --------------- | --------- | -------------- | ---- | ----- |
| 1987/88 | PEC Zwolle '82  | Nederland | Eredivisie     | 10   | 1     |
| 1988/89 | Go Ahead Eagles | Nederland | Eerste divisie | 17   | 0     |
| 1989/90 | Go Ahead Eagles | Nederland | Eerste divisie | 32   | 10    |
| 1990/91 | Go Ahead Eagles | Nederland | Eerste divisie | 35   | 15    |
| 1991/92 | Go Ahead Eagles | Nederland | Eerste divisie | 21   | 8     |
| 1992/93 | SV Spakenburg   | Nederland | Hoofdklasse    | –    | –     |
| 1993/94 | FC Zwolle       | Nederland | Eerste divisie | 23   | 6     |
| 1994/95 | FC Zwolle       | Nederland | Eerste divisie | 10   | 0     |
| Totaal  | Totaal          | Totaal    | Totaal         | 144  | 43    |